# Hrabia Kerry
Baronowie Kerry 1. kreacji (parostwo Irlandii)
- 1223–1260: Thomas Fitzmaurice, 1. baron Kerry
- 1260–1303: Maurice Fitzthomas Fitzmaurice, 2. baron Kerry
- 1303–1324: Nicholas Fitzmaurice, 3. baron Kerry
- 1324–1339: Maurice Fitzmaurice, 4. baron Kerry
- 1339–1348: John Fitzmaurice, 5. baron Kerry
- 1348–1398: Maurice Fitzmaurice, 6. baron Kerry
- 1398–1410: Patrick Fitzmaurice, 7. baron Kerry
- 1410–1469: Thomas Fitzmaurice, 8. baron Kerry
- 1469–1498: Edmond Fitzmaurice, 9. baron Kerry
- 1498–1535: Edmond Fitzmaurice, 10. baron Kerry
- 1535–1541: Edmond Fitzmaurice, 11. baron Kerry, od 1537 r. 1. wicehrabia Kilmaule
- 1541–1547: Patrick Fitzmaurice, 12. baron Kerry
- 1547–1549: Thomas Fitzmaurice, 13. baron Kerry
- 1549–1549: Edmond Fitzmaurice, 14. baron Kerry
- 1549–1550: Gerard Fitzmaurice, 15. baron Kerry
- 1550–1590: Thomas Fitzmaurice, 16. baron Kerry
- 1590–1600: Patrick Fitzthomas Fitzmaurice, 17. baron Kerry
- 1600–1630: Thomas Fitzmaurice, 18. baron Kerry
- 1630–1661: Patrick Fitzmaurice, 19. baron Kerry
- 1661–1697: William Fitzmaurice, 20. baron Kerry
- 1697–1741: Thomas Fitzmaurice, 21. baron Kerry

Hrabiowie Kerry 1. kreacji (parostwo Irlandii)
- 1723–1741: Thomas Fitzmaurice, 1. hrabia Kerry
- 1741–1747: William Fitzmaurice, 2. hrabia Kerry
- 1747–1818: Francis Thomas Fitzmaucie, 3. hrabia Kerry
- 1818–1863: Henry Petty-Fitzmaurice, 3. markiz Lansdowne i 4. hrabia Kerry
- następni hrabiowie Kerry, patrz: markiz Lansdowne